# Missouri-kompromisszum
A Missouri-kompromisszum, amelyet 1820-ban kötöttek egymással az Egyesült Államok Kongresszusában a rabszolgatartást pártoló és az azt ellenző frakciók, az Amerikai Egyesült Államok történetének egy olyan mozzanata volt, amellyel egy időre még el tudta napolni a rabszolgatartásból adódó konfliktusokat a tagállamai között.

## Előzménye
1820 előtt az USA akkori tagállamaiban a rabszolgatartó (déli) és a rabszolgákat nem tartó (északi) államok aránya 11:11 volt. Így az egyensúllyal, és azzal a ténnyel, hogy addig maguk az alapító atyák sem foglalkoztak a rabszolgaság kérdésével – sőt, ezidáig még csak a Kongresszusban sem tárgyaltak róla – a néger rabszolgák sorsa nem volt érdemi kérdés. Mindez 1820-ban változott meg, amikor Missouri felvételét kérte az unióba, rabszolgatartó államként. Így, a probléma kezelésére, hogy visszanyerjék az egyensúlyt, meghozták a Missouri-kompromisszumot.

## A kompromisszum lényege

kék: tiltják a rabszolgaságot, vörös: támogatják a rabszolgaságot

A törvényrendelet értelmében Louisiana vásárlással szerzett területein a 36° 30' északi szélességtől északra (Mason–Dixon-vonal) megtiltják a rabszolgaságot. Ezenkívül kimondták, hogy a tagállamokat mindig párosával veszik fel: egynek közülük rabszolgatartónak kell lenni, a másiknak nem. Így ebben az évben még Maine lett az Egyesült Államok tagja, mint olyan tagállam, ami nem támogatja a rabszolgatartást. A kompromisszum sikere volt, hogy elodázta az Észak-Dél konfliktust, ami végül 40 évvel később egyik fő kirobbantó oka lett az amerikai polgárháborúnak.

## Eltörlése
1854-ben a Kansas–Nebraska-törvénnyel hatályon kívül helyezték a kompromisszumot.